# Colonia Industrial
Colonia Industrial är en ort i Mexiko.   Den ligger i kommunen San Bartolo Tutotepec och delstaten Hidalgo, i den sydöstra delen av landet, 150 km nordost om huvudstaden Mexico City. Colonia Industrial ligger 1 084 meter över havet och antalet invånare är 619.
Terrängen runt Colonia Industrial är varierad. Runt Colonia Industrial är det ganska tätbefolkat, med 149 invånare per kvadratkilometer. Närmaste större samhälle är San Bartolo Tutotepec, 0,94 km sydväst om Colonia Industrial. Omgivningarna runt Colonia Industrial är en mosaik av jordbruksmark och naturlig växtlighet.